# カウパーの小聖母

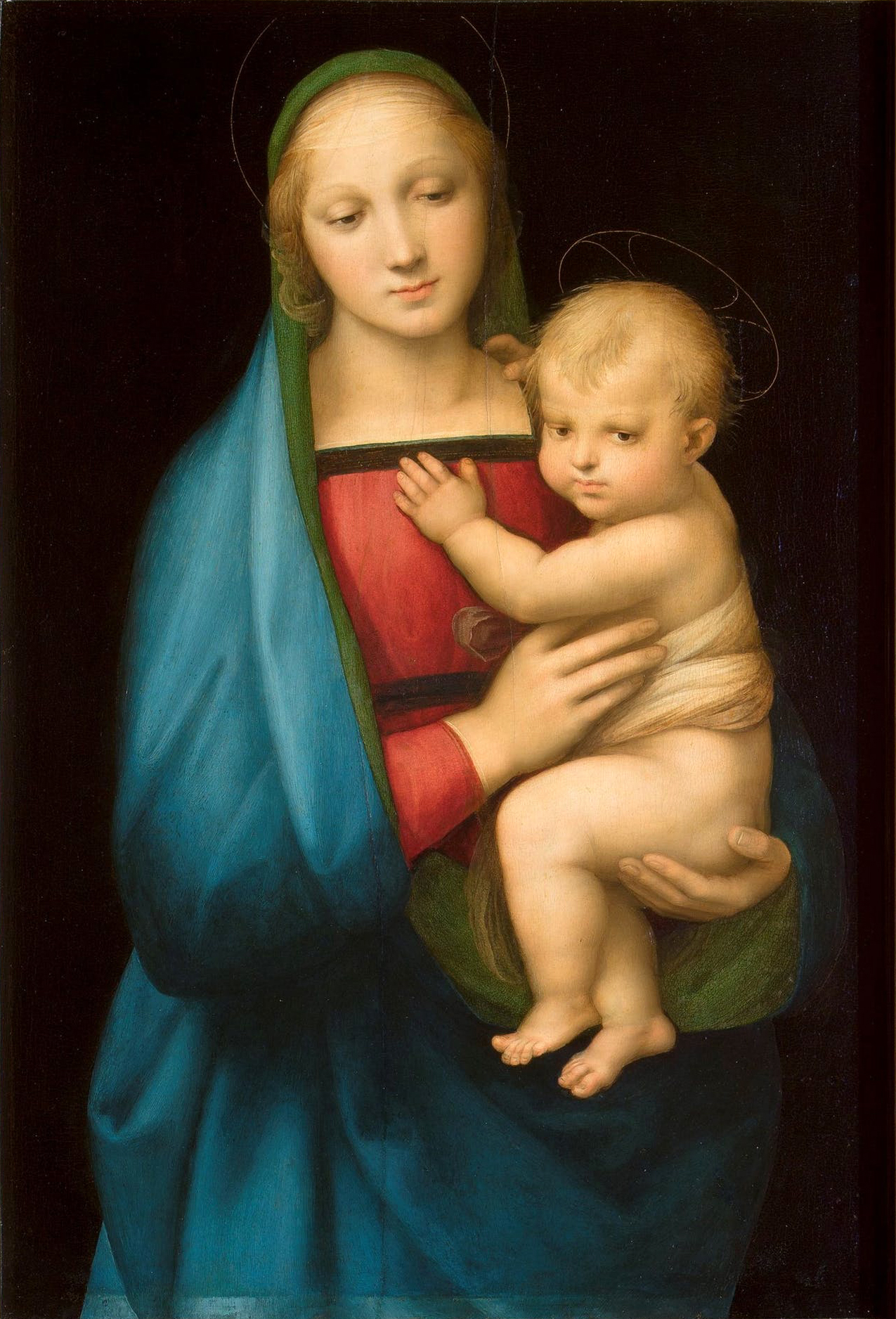
1505年から1506年頃の『大公の聖母』。パラティーナ美術館所蔵。

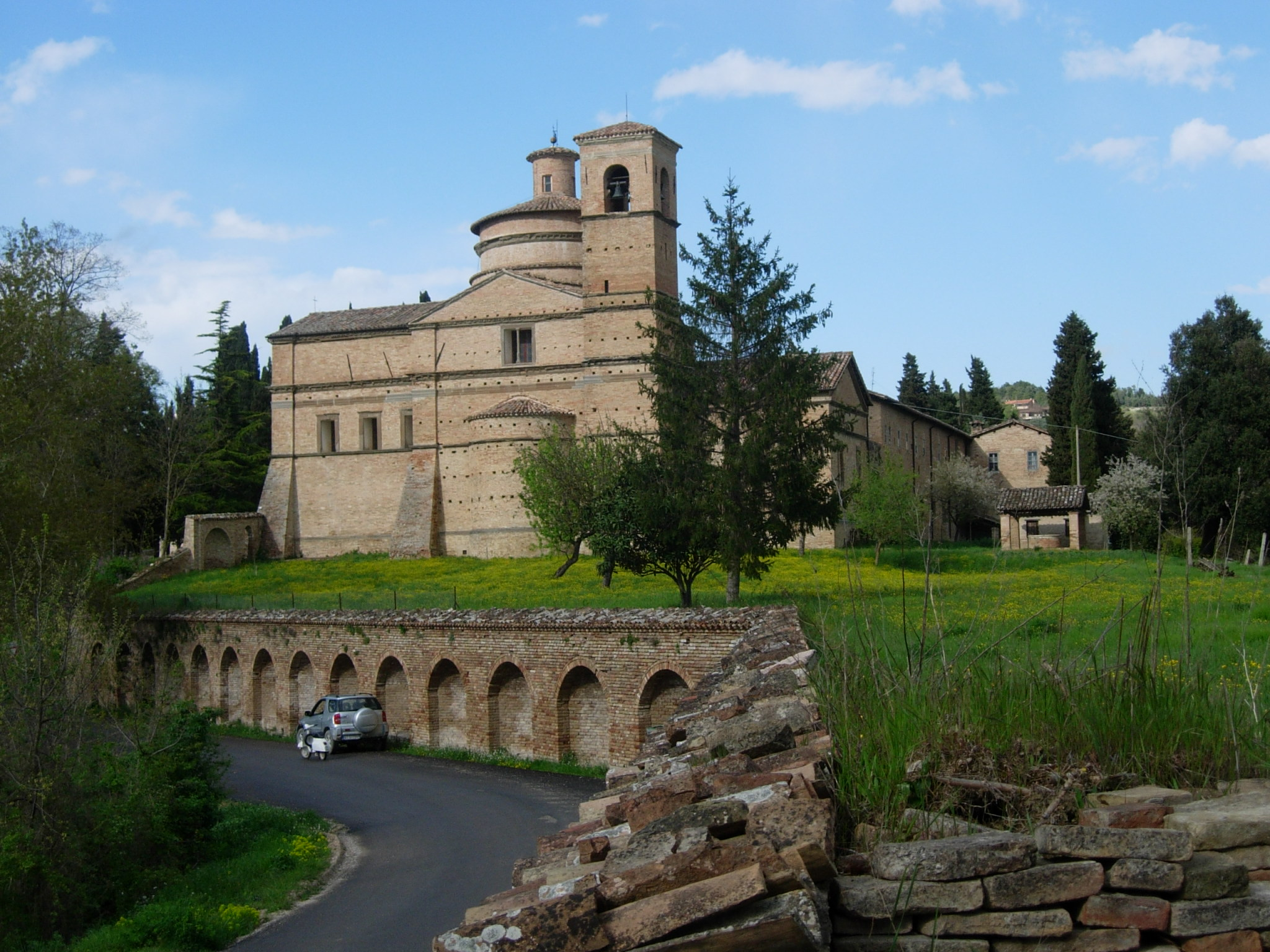
背景に描かれた教会とされるウルビーノのサン・ベルナルディーノ教会。

『カウパーの小聖母』（伊: Piccola Madonna Cowper, 英: Small Cowper Madonna）は、盛期ルネサンスのイタリアの巨匠ラファエロ・サンツィオが1505年頃に制作した絵画である。油彩。典型的なイタリアの地方の風景の中にいる聖母子を描いた作品で、フィレンツェのパラティーナ美術館の『大公の聖母』と非常によく似ていることで知られる。おそらくウルビーノ公爵に由来し、イギリスのカウパー伯爵のコレクションに含まれていたことからこの名前で呼ばれている。現在はワシントンD.C.のナショナル・ギャラリーに所蔵されている。

## 作品
赤いドレスを着て作品の中心に座っているのは聖母マリアである。聖母は金髪で色白い肌をしている。聖母は木製のベンチに快適に座っており、太腿の上にはゆったりとしたひだのある暗い色の衣類が広がり、彼女はその上に右手を上品に置いている。彼女のドレスの上部と頭部の後ろを優雅に垂れている薄手の半透明のヴェールがある。かすかな金色の光輪が奇跡的に彼女と幼児キリストの頭部を囲んでいる。聖母は片方の腕を彼女の背中に回し、もう片方の腕で首に抱きついている幼児キリストを左手に抱いている。紛れもなく貴重な子供であるキリストは恥ずかしそうな笑顔で肩越しに振り向いている。その背後には美しく澄んだ明るい日中の風景が広がっている。遠景では2人の人物が反射する池に向かってのんびり歩き、周囲の緑の景色を楽しんでいるように見える。大きく非常に印象的な建築物が長い道の終わりに建っており、カトリックの教会であると推測できる。そのクーポラとカトリック建築に共通する他の構造要素は、すでに遍在する宗教的な神性と優雅さの雰囲気に追加されている。
制作経緯は不明である。おそらく私的な発注か、あるいは結婚式に贈るために制作されたものである。画面右側の教会はウルビーノ公爵が埋葬されたサン・ベルナルディーノ教会であると広く考えられている。教会の存在は絵画がおそらく「礼拝のために家族によって発注された」ことを意味すると示唆されている。もっとも、ウルビーノはラファエロの故郷であり、ラファエルがウルビーノで成長した場所の近隣にあったであろう教会の記憶を描いているだけかもしれない。
1983年の修復では、黒く変色したニスと過去の大規模な塗り直しが除去された。これによって人物の背後に石の壁が描かれていたことが判明した。

## 来歴
本作品と思われる絵画の最初の記録はジョルジョ・ヴァザーリが残している。ヴァザーリによるとラファエロはウルビーノ公爵グイドバルド・ダ・モンテフェルトロのために2つの「小さいながらも非常に美しい聖母」を描いており、本作品はそのうちの1つである可能性がある。1780年頃、絵画を購入したのはフィレンツェの第3代クーパー伯爵ジョージ・クレイヴァーリング＝クーパー（1738年–1789年）であった。この人物はイギリスでクーパー伯爵位を得たが、グランドツアーで訪れたイタリアに滞在し、美術コレクションを形成した。絵画は1913年に初代デュヴィーン男爵ジョゼフ・デュヴィーンに売却されるまで、クーパー伯爵が所有するハートフォードのパンシャンガー・ハウスにあり、その翌年にフィラデルフィアの富豪ピーター・アレル・ブラウン・ワイドナーが116,500ポンド（565,000ドル）という巨額で購入し、息子のジョセフ・ワイドナーが1942年にナショナル・ギャラリーに寄贈した。

## ヴァリアント
未完成のバージョンである『ペルッツィの聖母』（Peruzzi Madonna）が知られている。構図が同じであり、同一のカルトンに基づいていると考えられている。2018年10月にニューヨークのクリスティーズで「ラファエロまたは親しい同僚」に帰属して売却された。

## 展覧会
2015年、ナショナル・ギャラリーは『カウパーの聖母』をマサチューセッツ州のウースター美術館に貸し出し、同美術館の『ノースブルックの聖母』（The Northbrook Madonna）とともに展示された。『ノースブルックの聖母』はウースター美術館の常設コレクションにあり、かつてはラファエルに帰属していた。展示会の趣旨の1つは『ノースブルックの聖母』の画家が誰であるかを特定することであった。